# Reposuo
Reposuo este o arie protejată (arie specială de conservare — SAC, sit de importanță comunitară — SCI) din Finlanda întinsă pe o suprafață de 47 ha, integral pe uscat.

## Localizare
Centrul sitului Reposuo este situat la coordonatele 66°05′24″N 29°11′34″E / 66.09°N 29.1928°E.

## Înființare
Situl Reposuo a fost declarat sit de importanță comunitară în august 1998 pentru a proteja 2 specii de plante. Situl a fost protejat și ca arie specială de conservare în aprilie 2015.

## Biodiversitate
Situată în ecoregiunea boreală, aria protejată conține 8 habitate naturale: Ape puternic oligomezotrofe cu vegetație bentonică cu Chara spp., Cursuri de apă de la nivel de câmpie la nivel montan, cu vegetație Ranunculion fluitantis și Callitricho-Batrachion, Mlaștini turboase de tranziție și turbării mișcătoare, Izvoare fino-scandinave și mlaștini produse de izvoare bogate în minerale, Izvoare petrifiante cu formare de travertin (Cratoneurion), Mlaștini alcaline, Turbării Aapa, Mlaștini împădurite.
La baza desemnării sitului se află mai multe specii protejate de  plante (2): Hamatocaulis vernicosus, ochii-șoricelului (Saxifraga hirculus).
Pe lângă speciile protejate, pe teritoriul sitului au mai fost identificate 5 specii de plante.